# Маликов, Махмуд Хакимович
Маликов Махмуд Хакимович (тадж. Маҳмуд Ҳакимович Маликов; род. 26 августа 1939, Кулябский район) — советский и таджикский историк, доктор исторических наук (1988), профессор (1990), академик АПСН РФ (2000), Заслуженный работник Республики Таджикистан (1999). Отличник образования Республики Таджикистан (2000).

## Биография
- 1967 — окончил Таджикский государственный университет им. В. И. Ленина;
- 1967—1981 — преподаватель, старший преподаватель, доцент кафедры истории КПСС ТГУ;
- 1981—1985 — проректор по учебной работе Кулябского государственного педагогического института (КГПУ);
- 1985—1987 — старший научный сотрудник Московского государственного педагогического института;
- 1987—1990 — доцент, проректор по научной работе КГПУ;
- 1990—1993 — ректор Кулябского государственного педагогического института;
- 1993—1998 — зав. кафедры политической истории ТГНУ;
- 1998—2001 — зав. кафедрой социально-гуманитарных дисциплин, отечественной истории и международных отношений Российско-Таджикского (славянского) университета;
- С 2001 профессор кафедры отечественной истории Российско-Таджикского (славянского) университета.[2].

## Научная и творческая деятельность
Автор более 100 научных, научно-популярных и методических работ по проблемам новейшей истории таджикского народа. Участник ряда международных, региональных и республиканских научных конференций.

### Основные публикации
- На индустриальные рельсы. — Душанбе, 1992;
- Использование исторических материалов на уроках физики (в соавторстве). — Куляб, 1992;
- Программа курса по дисциплине «История таджикского народа» для студентов исторического факультета РТСУ (в соавторстве). — Душанбе, 2001;
- Россия — Таджикистан: история взаимоотношений (в соавторстве). — Душанбе: РТСУ, 2009. — 687 с.;
- Энергетическая независимость Таджикистана: история, проблемы, перспективы. — Душанбе, 2013. — 392 с.;
- Махмуд Маликов. Призвание: ИСТОРИК. — Душанбе: "Ирфон", 2014. — 209 с. — 1000 экз. — ISBN 978-99975-0-146-2.
- Маликов М. Х. Энергетика Таджикистана: история развития, социально-экономическое и культурное значение. — Душанбе: РТСУ, 2024. — 450 с.

## Публикации о Маликове
- Махмуд Хакимович Маликов (биобиблиографический очерк)./ Сост. А. В. Валиев. — Душанбе, 1999.
- Ученный и педагог по призванию. — Душанбе, РТСУ, 1999 — 88 с.
- К вершинам науки и образования. Профессору Махмуду Маликову 80 лет. — Душанбе, РТСУ, 2019 — 88 с.